# Primer amor a 1000 x hora
Primer Amor a 1000 X Hora es la banda sonora de la novela Primer amor, producida por Pedro Damián para Televisa. Fue lanzada el 8 de mayo de 2001 por Fonovisa Records y EMI Music.
El álbum incluye el tema opening de la novela «A 1000 x hora» interpretado por la cantante Lynda, y el tema de Anahí titulado «Primer amor», incluido en su cuarto álbum Baby Blue. Además incluye el tema «Juntos» interpretado por Anahí y Kuno Becker. La banda sonora recibió disco de oro por medio de AMPROFON por la venta de 75 000 copias en México.

## Lista de canciones
- Edición estándar

| Primer Amor a 1000 X Hora |                                                |                                                 |          |  |
| N.º                       | Título                                         | Escritor(es)                                    | Duración |  |
| 1.                        | «A 1000 x hora» (Lynda)                        | Galván, Carlos Lara; Thomas, Lynda Aguirre      | 3:20     |  |
| 2.                        | «Juntos» (Anahí & Kuno Becker)                 | Galván, Carlos Lara; Romero, Pedro Muñoz        | 4:04     |  |
| 3.                        | «Pierdo el control» (Alexa Damian)             | Di Carlo, Massimiliano; Romero, Pedro Muñoz     | 3:31     |  |
| 4.                        | «Y pienso en ti» (Irán Castillo, Remix)        | Máximo Aguirre; Ordaz, Miguel Luna              | 4:54     |  |
| 5.                        | «1 Segundo» (Irán Castillo)                    | Bartilloti, Mario Renato; Pinzon, Irán Castillo | 3:46     |  |
| 6.                        | «Por ti» (Valentino Lanús)                     | Di Carlo, Massimiliano; Thomas, Lynda Aguirre   | 4:09     |  |
| 7.                        | «India» (Instrumental)                         | Rodríguez, Mario Renato Bartilloti              | 3:54     |  |
| 8.                        | «El corrido de la chonta» (Grupo Exterminador) | Francisco Quintero                              | 3:11     |  |
| 9.                        | «Cholo» (Fabián Robles)                        | Di Carlo, Massimiliano; Lynda Aguirre           | 3:19     |  |
| 10.                       | «Primer amor» (Anahí, Remix)                   | Estéfano                                        | 4:42     |  |
| 11.                       | «Inocencia» (Ana Layevska)                     | Di Carlo, Massimiliano                          | 3:45     |  |
| 12.                       | «Hacia el sur» (Mariana Seoane)                | Di Carlo, Massimiliano                          | 5:03     |  |
| 13.                       | «Prisionero» (José María Torre)                | Massimiliano DiCarlo; Thomas, Lynda Aguirre     | 3:51     |  |
| 14.                       | «Laberinto» (Lynda)                            | Galván, Carlos Lara; Thomas, Lynda Aguirre      | 3:48     |  |
| 55:17                     |                                                |                                                 |          |  |

## Certificación
| País   | Organismo certificador | Certificación | Ventas certificadas | Ref.  |
| ------ | ---------------------- | ------------- | ------------------- | ----- |
| México | AMPROFON               | Oro           | 75 000              | [ 6 ] |

## Créditos y personal

### Personal
Créditos por Primer amor a 1000 x hora:
| - Carlos Lara - Director de coros, coros, dirección, realización, director vocal - Pedro Damián - Productor ejecutivo - Max di Carlo - Arreglos, coros, dirección, guitarras, programación, realización - Anahí - Artista primario - Maximo Aguirre - Compositor - Chris Bellman - Masterización - Irán Castillo - Artista primario - Carlos DelCastillo - Didjeridu, realización - Massimiliano DiCarlo - Compositor - Estéfano - Compositor - Grupo Exterminador - Artista primario - Alejandro García - Didjeridu, realización - Ray Henderson - Compositor - René Hernández - Ingeniería de sonido | - Andrea Moniz Hoffman - Coros - Ana Layevska - Artista primario - Lynda - Artista primario - Paul Motian - Compositor - Carlos Murguía - Coros - Francisco Quintero - Compositor - Doug Rider - Ingeniería de sonido - Mariana Seoane - Artista primario - Ramoncín Sosa - Percusión - Stitch - Compositor - Marcello Zini - Ingeniería de sonido |